# August De Kesel

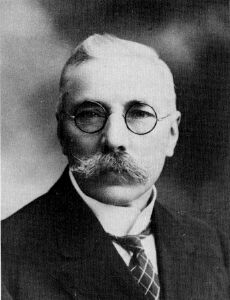
August De Kesel.

August De Kesel (Adegem, 6 april 1874 - aldaar, 8 mei 1955) was burgemeester van de voormalige Belgische gemeente Adegem, thans een deelgemeente van Maldegem. Hij was er ook wisselagent, handelaar, eigenaar van een melkerij.
De Kesel was in functie tijdens het interbellum, van 1921 tot 1938. Het was de periode dat de landelijke gemeenten uit hun isolement traden door de modernisering van de wegen en de aanleg van het elektriciteitsnet.

## Familie
Hij was de vader van Leo De Kesel, hulpbisschop van het bisdom Gent (1961-90), en van Albert De Kesel, de latere Adegemse burgemeester (1953-70), en alzo de grootvader van kardinaal Jozef De Kesel, aartsbisschop van het Aartsbisdom Mechelen-Brussel. Een van zijn dochters, Lydie De Kesel, huwde met Louis Kiebooms die later volksvertegenwoordiger werd.
Tevens was August De Kesel de oom van de norbertijn Daniël Omer De Kesel (Nonkel Fons).